# AD. Police
AD. Police sind zwei Manga, die als Ableger des Animes Bubblegum Crisis entstanden und auch als Original Video Animation umgesetzt wurden. 1999 folgte eine Neuumsetzung als Fernsehserie A.D. Police und 2003 wurde der Ableger Parasite Dolls veröffentlicht. Das Werk ist in die Genres Science-Fiction, Action und Cyberpunk einzuordnen.

## Inhalt
Das Werk spielt fünf Jahre vor Bubblegum Crisis und erzählt die Vorgeschichte der Kollegen einer der Hauptfiguren. Leon McNichols erste Jahre bei der AD Police von Tokio und deren Kampf gegen außer Kontrolle geratene Boomer werden geschildert. Er arbeitet mit der Polizistin Jeena Malso zusammen. 

## Veröffentlichungen

### Manga
Tony Takezaki veröffentlichte zwischen 1988 und 1989 im Magazin Comic Noisy (コミックノイズィ) den Manga AD. Police 25:00 (alternativ jap. AD.ポリス25時, AD. Porisu 25-ji). Im Dezember 1989 wurden die Kapitel zu einem Sammelband (ISBN 4-499-20540-9). zusammengefasst. Dieser war bilingual mit japanischem und englischem Text.
Ein zweiter Manga namens AD. Police: Shūen Toshi (AD.POLICE 終焉都市, AD.POLICE Shūen Toshi) und dem Untertitel The Another Story of Bubblegumcrisis erschien von den Ausgaben November 1989 bis August 1990 im Magazin Bandai B-Club. Ein Sammelband erschien 1990 bei Bandai Shuppan (ISBN 4-89189-109-2), mit Nachdrucken 1993 bei Byakuya Shobō (ISBN 4-89367-342-4), 1998 bei Media Works (ISBN 4-07-310172-2) und 2004 bei Kōdansha (ISBN 4-06-334946-2). Viz Media brachte den Band als A.D. Police: Dead End City in den USA heraus, Manga Books im Vereinigten Königreich. Bei Feest Comics erschien er als AD Police auf Deutsch in deren Magazin Manga Power.

### Original Video Animation
Parallel zum Erscheinen des Mangas wurde von den Studios Youmex, Artmic und AIC eine Original Video Animation produziert. Bei dieser führte Hidehito Ueda Regie, Naoyuki Konno entwarf das Charakterdesign und Natsuki Mamiya und Rei Yumeno das Mecha-Design. Produzenten waren Satoshi Koizumi und Tsutomu Sugita. Zunächst waren fünf Folgen geplant, jedoch nur drei produziert.
Die drei 25 Minuten langen Folgen wurden von Mai bis November 1990 veröffentlicht. Es folgten Veröffentlichungen in Englisch als AD Police Files, Französisch und Spanisch. 

#### Synchronisation
| Rolle         | Japanischer Sprecher (Seiyū) |
| ------------- | ---------------------------- |
| Leon McNichol | Toshio Furukawa              |
| Iris Cana     | Miina Tominaga               |
| Billy Fanword | Norio Wakamoto               |
| Ernest Dieork | Tesshō Genda                 |
| Jeena Malso   | Yōko Matsuoka                |

### Fernsehserie
1999 erfolgte eine Neuadaption als 12-teilige Anime-Fernsehserie.

## Rezeption
Die OVA wird als kritischer, düsterer und erwachsener als ihr Vorgänger Bubblegum Crisis charakterisiert. Es herrscht mehr Gewalt und Sex steht stärker im Vordergrund. Die Handlung konzentriere sich auf die Darstellung der Charaktere und des Drucks, unter dem diese im Kampf gegen die Boomer stehen. Die Autoren der Anime Encyclopedia machen wie schon im Vorgänger Einflüsse von Blade Runner und Robocop aus. Im Gegensatz zur Betonung der Weiblichkeit durch die Kampfanzüge in Bubblegum Crisis, wirkte die Technik in diesem Werk geradezu misogyn und raubte ihren Nutzern die Menschlichkeit. Antonia Levi sieht auch in der dargestellten Rolle der Frauen in der Polizei nur wenige Fortschritte zum damaligen Stand in der japanischen Gesellschaft. Dennoch sei die Serie laut Anime Encyclopedia künstlerisch besser gelungen als die vorhergehenden Teile des Franchises. Die Zeichnungen und Animationen sind laut Funime im Vergleich zum Vorgänger vereinfacht worden, an der Qualität sei der Anime als Produktion von 1990 zu erkennen.